# ضاحية بوكو
ضاحية بوكو هي ضاحية في أوغندا، تقع في المنطقة الشرقية، بلغ عدد سكانها 73,400 نسمة وذلك حسب إحصائيات سنة 2012، عاصمتها بوكو .